# Prerow
Prerow je obec v německé spolkové zemi Meklenbursko-Přední Pomořansko. Leží přímo na břehu Baltského moře, na poloostrově Fischland-Darß-Zingst, přičemž větší část leží na části Darß a menší na části Zingst.
Nejbližší velká pobřežní města jsou Rostock na západě a Stralsund na východě.
V obci končívala železniční trať Velgast-Prerow ze zhruba padesát kilometrů vzdáleného Velgastu, ale její krajní úsek byl zrušen a dnes jezdí vlaky z Velgastu jen do Barthu.
V roce 1969 obec udělila čestné občanství frýdeckému rodáku a významnému německému hudebníkovi Guido Masanetzovi.